# Mezén
Mezén o Mezeny - Мезень (rus) - és una ciutat de l'óblast d'Arkhànguelsk, a Rússia.

## Història
L'assentament a la ubicació de l'actual Mezen es va fundar al segle XVI i es coneixia com Okladnikova Sloboda. Posteriorment es va convertir en el centre comercial de la vall del riu Mezen on es celebraven fires anuals. A més del comerç, les principals ocupacions dels habitants de Mezen eren la pesca i la caça de foques. El 1780, Okladnikova Sloboda es va fusionar amb l'assentament proper de Kuznetsovskaya Sloboda a la ciutat de Mezen.

## Estatut administratiu i municipal
Dins del marc de divisions administratives, Mezen serveix com a centre administratiu del Districte de Mezensky. Com a divisió administrativa, és, juntament amb el poble de Semzha, incorporat al districte de Mezensky com la ciutat d'importància del districte de Mezen. Com a divisió municipal, la ciutat d'importància del districte de Mezen, juntament amb el territori de Lampozhensky Selsoviet (que comprèn quatre localitats rurals) al districte de Mezensky, s'incorporen al districte municipal de Mezensky com a Assentament urbà de Mezenskoye.